# Dritsita
La dritsita és un mineral de la classe dels halurs que pertany al supergrup de la hidrotalcita. Rep el nom en honor del cristal·lògraf i mineralogista rus Victor Anatol`evich Drits (Виктор Анатольевич Дриц) (nascut el 1932) de l'Institut Geològic de l'Acadèmia de Ciències de Rússia, a Moscou (Rússia).

## Característiques
La dritsita és un clorur de fórmula química Li₂Al₄(OH)₁₂Cl₂·3H₂O. Va ser aprovada com a espècie vàlida per l'Associació Mineralògica Internacional l'any 2019. Cristal·litza en el sistema hexagonal. La seva duresa a l'escala de Mohs és 2.
L'exemplar que va servir per a determinar l'espècie, el que es coneix com a material tipus, es troba conservat a les col·leccions del Museu Mineralògic Fersmann, de l'Acadèmia de Ciències de Rússia, a Moscou (Rússia), amb el número de registre: 5380/1.

## Formació i jaciments
Va ser descoberta a l'àrea de Romanovskiy, al dipòsit de potassi de Verkhnekamskoe, a la localitat de Solikamsk (Krai de Perm, Rússia), on es troba en forma de cristalls hexagonals lamel·lars o tabulars de fins a 0,25 mm de diàmetre. Es tracta de l'únic indret de tot el planeta on ha estat descrita aquesta espècie mineral.